# Orcolat
L'Orcolat ("orcaccio", spregiativo del friulano orcul, "orco") è un mostruoso essere che la tradizione popolare indica come causa dei terremoti in Friuli. L'Orcolat è una figura ricorrente soprattutto nei racconti della tradizione popolare. Vivrebbe rinchiuso nelle montagne della Carnia: ogni suo agitarsi bruscamente provocherebbe un terremoto.
Dopo il 1976 è divenuto sinonimo del terremoto che colpì il Friuli in quell'anno.